# Pee Wee Russell
Charles Elworth "Pee Wee" Russell (San Luis, Misuri, 27 de marzo de 1906 - Alexandria, Virginia, 15 de febrero de 1969) fue un clarinetista y, ocasionalmente, saxofonista alto estadounidense de jazz.

## Comienzos
Pee Wee Russell nació en Maplewood, Misuri y creció en Muskogee, Oklahoma. Cuando era niño, primero estudió violín, pero "no podía llevarse bien con él", luego piano, pero no le gustaban las escalas y los ejercicios de acordes, y luego la batería, incluidos todos los efectos especiales asociados. Luego, su padre introdujo al joven Ellsworth en un baile en el Elks Club local con una banda de cuatro o cinco miembros dirigida por el clarinetista de jazz de Nueva Orleans Alcide "Yellow" Nuñez. Russell quedó asombrado por las improvisaciones de Núñez y decidió que su instrumento principal sería el clarinete y que el tipo de música que tocaría sería el jazz. Se acercó al clarinetista de la banda del teatro local para recibir lecciones y compró un instrumento del sistema Albert. Su maestro se llamaba Charlie Merrill.
Su familia se mudó a St. Louis, Misuri, en 1920, y ese septiembre Russell se inscribió en la Western Military Academy en Alton, Illinois. Permaneció inscrito allí hasta octubre del año siguiente, aunque pasó la mayor parte de su tiempo tocando el clarinete con varias bandas de jazz. Comenzó a hacer giras profesionalmente en 1922 y viajó mucho con el espectáculo de carpas de Allen Brothers y en los barcos fluviales St. Paul y J.S. También tocó con una banda de Charles Creath en el Booker T. Washington Theatre, un epicentro cultural para los afroamericanos en ese momento. El debut discográfico de Russell fue en 1924 con la Herb Berger's Band en St. Louis en "Fuzzy Wuzzy Bird".

## Trayectoria
Después toca con Herbert Berger, con quien viaja a México, Leon Roppolo y Peck Kelley, antes de emigrar a Chicago, donde se incorpora a la banda de Bix Beiderbecke, grabando varios discos con él, Frankie Trumbauer y Red Nichols (1927). Durante la década de 1930 se convierte en uno de los músicos más solicitados por las pequeñas bandas, actuando junto a músicos como Adrian Rollini, Louis Prima, Eddie Condon y Bobby Hackett. Trasladado a Nueva York, toca asiduamente en clubs de Greenwich Village con Wild Bill Davison, George Brunis y otros, realizando nuevas grabciones con la cantante Lee Wiley.
Tras un tiempo retirado de los escenarios, a mediados de la década de 1950, actúa de forma frecuente en los grandes festivales de jazz de la Costa Este y de Europa, Japón y Oceanía, tanto con el grupo de Eddie Condon como con una formación ex-profeso para estas giras, impulsada por George Wein bajo el paraguas del "Newport Jazz Festival". Russell, un músico de mente abierta, trabajó bien en conciertos, bien en grabaciones, con casi todos los grandes músicos de jazz de la primera mitad del siglo XX: Hoagy Carmichael, Jack Teagarden, Earl Hines, Teddy Wilson, Ruby Braff, Bud Freeman, Mugssy Spanier, Coleman Hawkins, Hot Lips Page. También tocó con algunos de los innovadores del bop: Jimmy Giuffre y Thelonious Monk. Se acercó incluso al free jazz,  grabando algunas composiciones de Ornette Coleman al final de su vida.
Russell es uno de los clarinetistas más relevantes de la historia del jazz y uno de "los muy escasos artistas en haber estado en contacto con todos los estilos de esta música", surgiendo desde el dixieland y el hot de Chicago, estilos de los que nunca renegó, pero sin rehusar experimentar en el bop y el free jazz. Prefería los registros graves del instrumento, tocando "con un vibrato y un fraseo que lo emparentaba con el moderno estilo de clarinete de Lester Young y Jimmy Giuffre", con una gran inventiva improvisadora, expresionaista y vehemente.

## Discografía

### Como líder
- 1952: Clarinet Strut
- 1952: The Individualism of Pee Wee Russell (Savoy Jazz)
- 1952: Pee Wee Russell All Stars (Atlantic)
- 1953: Salute To Newport
- 1953: We're In the Money (Black Lion)
- 1955: Jazz at Storyville, Vol. 1 and 2 (Savoy) with Ruby Braff
- 1958: Portrait of Pee Wee (Counterpoint)
- 1958: Over the Rainbow (Xanadu)
- 1959: Pee Wee Russell Plays (Dot; reissued as Salute to Newport Impulse!, 1978)
- 1959: Newport Jazz Festival All Stars (Atlantic, 1959 [1960]) with George Wein, Buck Clayton, Bud Freeman, Vic Dickenson, Champ Jones and Jake Hanna
- 1960: Swingin' with Pee Wee (Swingville) with Buck Clayton; reissued as Prestige CD in 1999 under this title with Portrait of Pee Wee
- 1961: Jazz Reunion (Candid)
- 1962: New Groove (Columbia)
- 1964: Hot Licorice
- 1964: Gumbo
- 1965: Ask Me Now!  (Impulse!)
- 1966: The College Concert  (Impulse!)
- 1967: The Spirit of '67 with Oliver Nelson  (Impulse!)

### Como sideman
Con Bix Beiderbecke
- Bix Beiderbecke, Vol. 2: At The Jazz Band Ball 1927–1928 (Columbia, 1990)

Con Ruby Braff
- The Ruby Braff Octet with Pee Wee Russell & Bobby Henderson at Newport (Verve, 1957)

Con Thelonious Monk
- Miles & Monk at Newport (Columbia, 1963)

Con Al Sears
- Things Ain't What They Used to Be (Swingville, 1961) as part of the Prestige Swing Festival

Con George Wein
- George Wein & the Newport All-Stars (Impulse!, 1962)